# Goodman (Wisconsin)
Goodman – miasto w Stanach Zjednoczonych, w stanie Wisconsin, w hrabstwie Marinette.